# O Guayra
O Guayra foi um periódico semanário da cidade de Guarapuava, estado do Paraná. Fundado por Luiz Daniel Cleve, no ano de 1893, o jornal é considerado um dos primeiros jornais paranaenses.

## História
Daniel Cleve, jornalista, político e sertanista, associou-se com o fazendeiro e empresário Cel. Seraphim de Oliveira Ribas, dono da primeira tipografia em Guarapuava, para fundar, em 4 de abril de 1893, um jornal que mostrasse o dia-a-dia do planalto central paranaense, libertando-se, assim, dos jornais da capital e da cidade de Castro, únicos periódicos que circulavam na região até então.
Cleve, que já colaborava com outros jornais, como “Dezenove de Dezembro” e “Província do Paraná”, da capital e  “Eco”, da cidade de Castro, escrevia no Guayra colunas sobre paleontologia, zoologia, flora e a fauna da região central do Paraná, bem como classificação das raças autóctones, entre outros assuntos.
Os fatos que antecederam a Revolução Federalista foram retratados no Guayra, indicando assim que o jornal foi muito influente nos acontecimentos históricos do sul do Brasil nos primeiros anos da república.